# Fussball Club Erzgebirge Aue 2018-2019
Questa voce raccoglie le informazioni riguardanti il Fussball Club Erzgebirge Aue  nelle competizioni ufficiali della stagione calcistica 2018-2019.

## Stagione
Nella stagione 2018-2019 l'Erzgebirge Aue, allenato da Daniel Meyer, concluse il campionato di 2. Bundesliga al 14º posto. In coppa di Germania l'Erzgebirge Aue fu eliminato al primo turno dal Magonza.

## Rosa
| N. |                      | Ruolo | Calciatore           |
| -- | -------------------- | ----- | -------------------- |
| 34 | Germania (bandiera)  | P     | Daniel Haas          |
| 26 | Germania (bandiera)  | P     | Robert Jendrusch     |
| 1  | Germania (bandiera)  | P     | Martin Männel        |
| 35 | Germania (bandiera)  | P     | Maximilian Schlosser |
| 12 | Germania (bandiera)  | D     | Steve Breitkreuz     |
| 21 | Germania (bandiera)  | D     | Malcolm Cacutalua    |
| 22 | Germania (bandiera)  | D     | Niklas Jeck          |
| 4  | Germania (bandiera)  | D     | Fabian Kalig         |
| 15 | Germania (bandiera)  | D     | Dennis Kempe         |
| 3  | Rep. Ceca (bandiera) | D     | Jan Král             |
| 36 | Serbia (bandiera)    | D     | Filip Kusić          |
| 20 | Germania (bandiera)  | D     | Calogero Rizzuto     |
| 8  | Germania (bandiera)  | C     | Tom Baumgart         |
| 5  | Germania (bandiera)  | C     | Clemens Fandrich     |
| 7  | Germania (bandiera)  | C     | Jan Hochscheidt      |

| N. |                                 | Ruolo | Calciatore          |
| -- | ------------------------------- | ----- | ------------------- |
| 39 | Germania (bandiera)             | C     | Paul Horschig       |
| 14 | Germania (bandiera)             | C     | Ole Käuper          |
| 16 | Bosnia ed Erzegovina (bandiera) | C     | Mario Kvesić        |
| 30 | Germania (bandiera)             | C     | Elias Löder         |
| 17 | Germania (bandiera)             | C     | Philipp Riese       |
| 13 | Germania (bandiera)             | C     | Louis Samson        |
| 24 | Germania (bandiera)             | C     | John-Patrick Strauß |
| 25 | Austria (bandiera)              | C     | Dominik Wydra       |
| 38 | Germania (bandiera)             | A     | Robert Herrmann     |
| 9  | Germania (bandiera)             | A     | Emmanuel Iyoha      |
| 11 | Germania (bandiera)             | A     | Florian Krüger      |
| 10 | Azerbaigian (bandiera)          | A     | Dimitrij Nazarov    |
| 37 | Germania (bandiera)             | A     | Pascal Testroet     |
| 19 | Austria (bandiera)              | A     | Philipp Zulechner   |

## Organigramma societario
Area tecnica
- Allenatore: Daniel Meyer
- Allenatore in seconda: Carsten Müller
- Preparatore dei portieri: Max Urwantschky
- Preparatori atletici:

## Risultati

### 2. Bundesliga

#### Girone di andata
| Arbitro: | Cortus |

|           |           |  |
| Kroos 87’ | Marcatori |  |

| Aue 12 agosto 2018, ore 15:30 CEST 2ª giornata | Erzgebirge Aue | 0 – 0 referto | Magdeburgo | Erzgebirgsstadion (13 300 spett.)\| Arbitro: \| Hartmann \| |
| Arbitro:                                       | Hartmann       |               |            |                                                             |

| Arbitro: | Fritz |

|                       |           |              |
| Terodde 26’, 69’, 89’ | Marcatori | 29’ Fandrich |

| Arbitro: | Petersen |

|                                     |           |                          |
| Röcher 19’ Lezcano 70’ Benschop 79’ | Marcatori | 37’ Testroet 90’ Nazarov |

| Arbitro: | Dankert |

|                                        |           |             |
| Kempe 12’ Testroet 31’ Hochscheidt 75’ | Marcatori | 16’ Veerman |

| Arbitro: | Jöllenbeck |

|           |           |                                |
| Wolze 42’ | Marcatori | 49’ (rig.) Testroet 84’ Kvesić |

| Arbitro: | Siewer |

|  |           |                            |
|  | Marcatori | 34’ Wooten 86’ Schleusener |

| Arbitro: | Gräfe |

|              |           |  |
| Tekpetey 34’ | Marcatori |  |

| Arbitro: | Bacher |

|                       |           |             |
| Iyoha 72’ Nazarov 90’ | Marcatori | 41’ Mühling |

| Arbitro: | Schröder |

|          |           |           |
| Koné 26’ | Marcatori | 24’ Riese |

| Arbitro: | Waschitzki |

|                 |           |  |
| Hochscheidt 66’ | Marcatori |  |

| Arbitro: | Kempter |

|              |           |  |
| Thomalla 54’ | Marcatori |  |

| Arbitro: | Pfeifer |

|              |           |                                 |
| Fandrich 23’ | Marcatori | 21’ Lasogga 63’ Narey 68’ Jatta |

| Arbitro: | Kampka |

|                   |           |             |
| Weilandt 73’, 90’ | Marcatori | 2’ Testroet |

| Arbitro: | Siewer |

|             |           |              |
| Testroet 9’ | Marcatori | 12’ Grüttner |

| Arbitro: | Petersen |

|  |           |                                                                |
|  | Marcatori | 28’ Krüger 47’ Testroet 69’ Hochscheidt 85’ Iyoha 88’ Herrmann |

| Arbitro: | Gerach |

|                   |           |                     |
| Testroet 50’, 64’ | Marcatori | 76’ Höhn 78’ Mehlem |

#### Girone di ritorno
| Arbitro: | Jablonski |

|                              |           |  |
| Testroet 6’, 30’ (rig.), 74’ | Marcatori |  |

| Arbitro: | Jöllenbeck |

|               |           |  |
| Lohkemper 44’ | Marcatori |  |

| Arbitro: | Alt |

|  |           |                                            |
|  | Marcatori | 14’ Kittel 50’ Kotzke 77’ (aut.) Cacutalua |

| Arbitro: | Badstübner |

|               |           |                      |
| Buchtmann 11’ | Marcatori | 29’, 49’ Hochscheidt |

| Aue 24 febbraio 2019, ore 13:30 CET 23ª giornata | Erzgebirge Aue | 0 – 0 referto | Duisburg | Erzgebirgsstadion (8 100 spett.)\| Arbitro: \| Aytekin \| |
| Arbitro:                                         | Aytekin        |               |          |                                                           |

| Arbitro: | Petersen |

|  |           |           |
|  | Marcatori | 35’ Höger |

| Arbitro: | Pfeifer |

|  |           |                                  |
|  | Marcatori | 1’, 69’ Testroet 82’ Hochscheidt |

| Arbitro: | Koslowski |

|                         |           |                 |
| Iyoha 11’ Zulechner 81’ | Marcatori | 87’ Antwi-Adjei |

| Arbitro: | Reichel |

|                                                |           |                 |
| Honsak 6’ Bénes 9’, 54’ Okugawa 75’ Seydel 85’ | Marcatori | 26’ Hochscheidt |

| Arbitro: | Hartmann |

|               |           |                              |
| Zulechner 27’ | Marcatori | 50’ Röser 81’ Löwe 90’ Berko |

| Arbitro: | Kampka |

|                        |           |            |
| Voglsammer 6’ Klos 77’ | Marcatori | 89’ Krüger |

| Arbitro: | Aarnink |

|  |           |            |
|  | Marcatori | 5’ Andrich |

| Arbitro: | Jöllenbeck |

|                 |           |               |
| Wintzheimer 53’ | Marcatori | 43’ Zulechner |

| Arbitro: | Kempkes |

|                                              |           |                                      |
| Zulechner 7’ Testroet 38’ Nazarov 90’ (rig.) | Marcatori | 44’ Hinterseer 76’ Ganvoula M'Boussy |

| Arbitro: | Müller |

|             |           |                                           |
| Adamyan 56’ | Marcatori | 52’ Testroet 61’ (rig.) Nazarov 90’ Riese |

| Arbitro: | Heft |

|                 |           |           |
| Hochscheidt 20’ | Marcatori | 16’ Green |

| Arbitro: | Dietz |

|           |           |  |
| Kempe 15’ | Marcatori |  |

### Coppa di Germania
| Arbitro: | Zwayer |

|              |           |                            |
| Testroet 83’ | Marcatori | 31’, 65’ Maxim 59’ Quaison |

## Statistiche

### Statistiche di squadra
| Competizione      | Punti | In casa | In casa | In casa | In casa | In casa | In casa | In trasferta | In trasferta | In trasferta | In trasferta | In trasferta | In trasferta | Totale | Totale | Totale | Totale | Totale | Totale | DR |
| Competizione      | Punti | G       | V       | N       | P       | Gf      | Gs      | G            | V            | N            | P            | Gf           | Gs           | G      | V      | N      | P      | Gf     | Gs     | DR |
| ----------------- | ----- | ------- | ------- | ------- | ------- | ------- | ------- | ------------ | ------------ | ------------ | ------------ | ------------ | ------------ | ------ | ------ | ------ | ------ | ------ | ------ | -- |
| 2. Bundesliga     | 40    | 17      | 6       | 5       | 6       | 20      | 22      | 17           | 5            | 2            | 10           | 23           | 25           | 34     | 11     | 7      | 16     | 43     | 47     | -4 |
| Coppa di Germania | -     | 1       | 0       | 0       | 1       | 1       | 3       | 0            | 0            | 0            | 0            | 0            | 0            | 1      | 0      | 0      | 1      | 1      | 3      | -2 |
| Totale            | -     | 18      | 6       | 5       | 7       | 21      | 25      | 17           | 5            | 2            | 10           | 23           | 25           | 35     | 11     | 7      | 17     | 44     | 50     | -6 |

### Andamento in campionato
| Giornata  | 1  | 2  | 3  | 4  | 5  | 6  | 7  | 8  | 9  | 10 | 11 | 12 | 13 | 14 | 15 | 16 | 17 | 18 | 19 | 20 | 21 | 22 | 23 | 24 | 25 | 26 | 27 | 28 | 29 | 30 | 31 | 32 | 33 | 34 |
| --------- | -- | -- | -- | -- | -- | -- | -- | -- | -- | -- | -- | -- | -- | -- | -- | -- | -- | -- | -- | -- | -- | -- | -- | -- | -- | -- | -- | -- | -- | -- | -- | -- | -- | -- |
| Luogo     | T  | C  | T  | T  | C  | T  | C  | T  | C  | T  | C  | T  | C  | T  | C  | T  | C  | C  | T  | C  | T  | C  | C  | T  | C  | T  | C  | T  | C  | T  | C  | T  | C  | T  |
| Risultato | P  | N  | P  | P  | V  | V  | P  | P  | V  | N  | V  | P  | P  | P  | N  | V  | N  | V  | P  | P  | V  | N  | P  | V  | V  | P  | P  | P  | P  | N  | V  | V  | N  | P  |
| Posizione | 13 | 16 | 16 | 16 | 14 | 14 | 14 | 15 | 13 | 13 | 13 | 13 | 13 | 13 | 13 | 12 | 12 | 12 | 12 | 13 | 13 | 13 | 12 | 11 | 10 | 12 | 13 | 14 | 14 | 14 | 13 | 12 | 12 | 14 |

Legenda:

Luogo: C = Casa; T = Trasferta. Risultato: V = Vittoria; N = Pareggio; P = Sconfitta.

### Statistiche dei giocatori
| Giocatore      | 2. Bundesliga | 2. Bundesliga | 2. Bundesliga | 2. Bundesliga | Coppa di Germania | Coppa di Germania | Coppa di Germania | Coppa di Germania | Totale   | Totale | Totale      | Totale     |
| Giocatore      | Presenze      | Reti          | Ammonizioni   | Espulsioni    | Presenze          | Reti              | Ammonizioni       | Espulsioni        | Presenze | Reti   | Ammonizioni | Espulsioni |
| -------------- | ------------- | ------------- | ------------- | ------------- | ----------------- | ----------------- | ----------------- | ----------------- | -------- | ------ | ----------- | ---------- |
| D. Haas        | 2             | 0             | 0             | 0             | -                 | -                 | -                 | -                 | 2        | 0      | 0           | 0          |
| R. Jendrusch   | 2             | 0             | 0             | 0             | -                 | -                 | -                 | -                 | 2        | 0      | 0           | 0          |
| M. Männel      | 30            | 0             | 1             | 0             | 1                 | 0                 | 0                 | 0                 | 31       | 0      | 1           | 0          |
| M. Schlosser   | -             | -             | -             | -             | -                 | -                 | -                 | -                 | -        | -      | -           | -          |
| S. Breitkreuz  | 17            | 0             | 2             | 0             | -                 | -                 | -                 | -                 | 17       | 0      | 2           | 0          |
| M. Cacutalua   | 17            | 0             | 6             | 0             | -                 | -                 | -                 | -                 | 17       | 0      | 6           | 0          |
| N. Jeck        | -             | -             | -             | -             | -                 | -                 | -                 | -                 | -        | -      | -           | -          |
| F. Kalig       | 27            | 0             | 7             | 1             | 1                 | 0                 | 1                 | 0                 | 28       | 0      | 8           | 1          |
| D. Kempe       | 17            | 1             | 5             | 0             | -                 | -                 | -                 | -                 | 17       | 1      | 5           | 0          |
| J. Král        | 4             | 0             | 0             | 0             | -                 | -                 | -                 | -                 | 4        | 0      | 0           | 0          |
| F. Kusić       | 14            | 0             | 3             | 1             | -                 | -                 | -                 | -                 | 14       | 0      | 3           | 1          |
| C. Rizzuto     | 27            | 0             | 12            | 0             | 1                 | 0                 | 0                 | 0                 | 28       | 0      | 12          | 0          |
| T. Baumgart    | 9             | 0             | 2             | 0             | -                 | -                 | -                 | -                 | 9        | 0      | 2           | 0          |
| C. Fandrich    | 32            | 2             | 6             | 0             | 1                 | 0                 | 0                 | 0                 | 33       | 2      | 6           | 0          |
| J. Hochscheidt | 34            | 8             | 4             | 0             | 1                 | 0                 | 0                 | 0                 | 35       | 8      | 4           | 0          |
| P. Horschig    | 1             | 0             | 0             | 0             | -                 | -                 | -                 | -                 | 1        | 0      | 0           | 0          |
| O. Käuper      | 4             | 0             | 0             | 0             | -                 | -                 | -                 | -                 | 4        | 0      | 0           | 0          |
| M. Kvesić      | 12            | 1             | 2             | 0             | -                 | -                 | -                 | -                 | 12       | 1      | 2           | 0          |
| E. Löder       | -             | -             | -             | -             | -                 | -                 | -                 | -                 | -        | -      | -           | -          |
| P. Riese       | 28            | 2             | 8             | 0             | 1                 | 0                 | 0                 | 0                 | 29       | 2      | 8           | 0          |
| L. Samson      | 8             | 0             | 1             | 0             | -                 | -                 | -                 | -                 | 8        | 0      | 1           | 0          |
| J. Strauß      | 6             | 0             | 1             | 0             | -                 | -                 | -                 | -                 | 6        | 0      | 1           | 0          |
| D. Wydra       | 22            | 0             | 9             | 0             | 1                 | 0                 | 0                 | 0                 | 23       | 0      | 9           | 0          |
| R. Herrmann    | 14            | 1             | 2             | 0             | -                 | -                 | -                 | -                 | 14       | 1      | 2           | 0          |
| E. Iyoha       | 29            | 3             | 1             | 0             | 1                 | 0                 | 0                 | 0                 | 30       | 3      | 1           | 0          |
| F. Krüger      | 16            | 2             | 0             | 0             | -                 | -                 | -                 | -                 | 16       | 2      | 0           | 0          |
| D. Nazarov     | 24            | 4             | 3             | 0             | 1                 | 0                 | 0                 | 0                 | 25       | 4      | 3           | 0          |
| P. Testroet    | 33            | 15            | 2             | 0             | 1                 | 1                 | 0                 | 0                 | 34       | 16     | 2           | 0          |
| P. Zulechner   | 7             | 4             | 2             | 0             | -                 | -                 | -                 | -                 | 7        | 4      | 2           | 0          |
| S. Bertram     | 11            | 0             | 0             | 0             | 1                 | 0                 | 0                 | 0                 | 12       | 0      | 0           | 0          |
| S. Härtel      | 1             | 0             | 0             | 0             | 1                 | 0                 | 0                 | 0                 | 2        | 0      | 0           | 0          |
| L. Hemmerich   | 2             | 0             | 0             | 0             | -                 | -                 | -                 | -                 | 2        | 0      | 0           | 0          |
| N. Rapp        | 15            | 0             | 4             | 1             | 1                 | 0                 | 1                 | 0                 | 16       | 0      | 5           | 1          |
| C. Tiffert     | 9             | 0             | 3             | 0             | 1                 | 0                 | 1                 | 0                 | 10       | 0      | 4           | 0          |